# Mulatos (rijeka)
Mulatos je rijeka u Kolumbiji. Ulijeva se u Karipsko more.